# عملیات زرادخانه (فیلم)
عملیات زرادخانه (لهستانی: Akcja pod Arsenałem) یک فیلم درام تاریخی لهستانی است که در سال ۱۹۷۸ منتشر شد. وقایع فیلم در جریان جنگ جهانی دوم روی داده و دربارهٔ عملیات زرادخانه است که طی آن سربازان خاکستری به یک کامیون آلمانی حامل اسرا و زندانیان پارتیزان حمله کرده و آنها را آزاد کردند. عملیات زرادخانه نامش را از زرادخانه ورشو می‌گیرد که این درگیری در مقابل آن صورت پذیرفت.

## گزیدهٔ بازیگران
- سزاری مورافسکی
- ماگدالنا وویکو
- دانوتا کووالسکا
- زبیگنیف زاپاشیه‌ویچ
- لیدیا کورساکوونا
- یوآنا پاتسوا
- وویچیخ آلابورسکی
- زبیگنیف ساوان
- ماریا مامونا
- امیلیان کامینسکی
- ریشارد باچیارلی
- یان پیه‌خوچینسکی
- یان انگلرت
- پیوتر گرابوفسکی
- هانا لاخمن
- آدام فرنتسی
- آندژی پرِسیگس
- پاوئو واوژتسکی
- تادئوش اومنیتسکی
- زجیسواف شیماینسکی
- اِوا سِـروا
- بوژنا دیکل
- آنتونینا گیریچ
- باربارا سووتیشیک
- هنریک چیش
- یژی مارکوشفسکی
- یژی موس
- کریستینا تکاچ
- گژگوش وارخوئو
- دامیان دامینتسکی